# ليه سنيدون
ليه سنيدون (بالإنجليزية: Les Sneddon)‏ هو لاعب كرة قدم ومدرب كرة قدم بريطاني، ولد في 20 يوليو 1941. لعب مع نادي ألبيون روفرز ونادي بريتشين سيتي ونادي دمبرتون.